# Microtralia ovulum
Espèce
Synonymes
- Tornatella ovulum L. Pfeiffer, 1840[1]
- Auriculastra nana Haas, 1950[1]
- Microtralia occidentalis L. Pfeiffer, 1854[1]

Microtralia ovulum est une espèce d'escargots terrestres de petite taille de la famille des Ellobiidae et présents sur les rivages de mangrove des littoraux de la Caraïbe, de la Floride et des Bermudes.

## Taxonomie
L'espèce Microtralia ovulum a été décrite pour la première fois en 1840 par le naturaliste allemand Ludwig Karl Georg Pfeiffer (1805-1877) sous le protonyme Tornatella ovulum et avec pour localité type Cuba.

## Description
La coquille est haute, au plus, de 3,8 mm, subcylindrique, fine, translucide, blanche à jaunâtre. La spire est basse à modérément haute, formée au plus de cinq tours trois quarts faiblement convexes, sculpté de très fine lignes spirales ondulantes qui s’étendent jusqu’au dernier tour de coquille. Le dernier tour représente 80% de la hauteur de la coquille, à surface marquée par de nombreuses mais discrète lignes de croissantes.
L’ouverture représente 90% de la hauteur du dernier tour ; elle est étroite, avec une ligne interne dotée de trois dents sur sa moitié antérieure. La dent columellaire est petite, oblique, déjetée ; la dent pariétale antérieure est proéminente et la postérieure très petite, parfois réduite à un épaississement situé à mi-hauteur de l’ouverture. Le bord externe de l’ouverture est fin, parallèle au dernier tour de coquille, sinueux. Les tours internes sont résorbés au point que les parois internes de la coquille ne sont préservés que sur le dernier quart du dernier tour.
Le protoconque est globuleux et ses tours involués dans les premiers tours du téléoconque au point que seul une petite portion de la lèvre de cette coquille embryonnaire reste visible.
L’animal est blanchâtre à brun rouille, dépourvu d’yeux. Ses tentacules sont courts, subcylindriques, à extrémité peu pointue voire quelque peu aplatie.
Microtralia ovulum présente des variations morphologiques au sein de son aire de distribution. Les spécimens des Bermudes sont brunâtres et ont des tentacules aux extrémités quelque peu plates et larges, tandis que les spécimens de Floride sont habituellement blanchâtres, parfois brun jaunâtre, aux tentacules émoussés ou faiblement appointées, et que les spécimens des Bahamas sont brun rouille et la morphologie des extrémités de tentacules intermédiaires entre celles des spécimens des Bermudes et de Floride.
Des variations intrapopulationnelles de la morphologie de la coquille existent également, en particulier concernant la hauteur de spire ou le développement des dents aperturales.

## Distribution
Microtralia ovulum est une espèce tropicale à subtropicale de l’Atlantique ouest présente sur les littoraux des pays ou États suivants,, :
- Bahamas ;
- Bermudes ;
- Caroline du Sud ;
- Cuba ;
- Floride ;
- Guadeloupe ;
- Jamaïque ;
- Porto Rico.

## Écologie
Microtralia ovulum vit au niveau ou au-dessus de la ligne de plus haute marée à côté d’autres espèces d’Ellobiidae. Il se rencontre parfois enfoui jusqu’à 10 ou 15 cm dans les sédiments où il est fréquemment associé à Blauneria heteroclita et Creedonia succinea. Les animaux de cette espèce sont très communs sous les bois en décomposition partiellement enfouies, des cailloux poreux ou au niveau des racines des propagules de palétuviers où Laemodonta cubensis et Pedipes ovalis abondent également.